# 桑山弥三郎
桑山 弥三郎（くわやま やさぶろう、1938年 - 2017年1月10日）は日本の書体デザイナー、ロゴデザイナー。かな書体タイポス開発者の一人で、1970年代に日本タイポグラフィ協会常任委員、後に佐藤敬之輔賞選考委員を務めた。新潟県出身。1962年武蔵野美術学校卒業。
1970年代に雑誌『アイデア』に多数の記事を寄稿。

## 著作
- 『レタリングデザイン』1969年、グラフィック社
- 『グラフィック・エレメント集』1-10巻、柏書房
- 『書体デザイン』1971年、グラフィック社
- 『街のレタリング 1』1980年、ビッグ社
- 『自習レタリング・明朝体 1』1981年、グラフィック社
- 『ロゴタイプ』1983年、柏書房
- 『ロゴタイプ2』1988年、柏書房
- Logotypes of the world, Writers Digest Books, 1988
- Trademarks & Symbols of the World, North Light Books, 1989
- International logotypes, Nippon Shuppan Hanbai Deutschland GmbH, 1990
- 『ロゴタイプ3（ヨーロッパ編）』1990年、柏美術出版
- 『オプティカル・デザイン』1991年、柏美術出版
- 『ロゴデザイン』1994年、柏書房